# Removille
Removille település Franciaországban, Vosges megyében. Lakosainak száma 194 fő (2022. január 1.). Removille Aouze, Attignéville, Balléville, Rainville és Vouxey községekkel határos.

## Népesség
A település népessége az elmúlt években az alábbi módon változott:
| Lakosok száma | 202  | 209  | 215  | 214  | 215  | 217  | 209  | 202  | 194  |
|               | 2013 | 2015 | 2016 | 2017 | 2018 | 2019 | 2020 | 2021 | 2022 |